# 小児歯科学
小児歯科学（しょうにしかがく、英語：pedodontics、pediatric dentistry）は歯科学の一分野であり、歯科学のうち生後から二次成長期を終えるまでの成長発育の過程にある期間について顎口腔を総合的に研究、分析、治療を行う学問である 。
小児歯科学においては、小児の身体や精神の発育過程を考慮しながら歯牙や顎骨の発育とその障害及び治療法について研究がなされている。小児の成長発育は顎口腔領域にとどまるものではなく、全身にわたるものであるので、小児科学においての研究と重なる面も多い。

## 歴史
小児歯科学は小児科学が内科学から独立した経緯と同様、18世紀にヨーロッパにて孤児院から発展した小児病院において口腔疾患の臨床・研究が行われることで成立した。

### 日本における小児歯科学
1955年ころ、日本大学歯学部矯正科において、保育歯科が設立されたのが、小児歯科外来の開始であり、その後1956年には東京医科歯科大学に小児歯科学講座（現東京医科歯科大学大学院　医歯学総合研究科　口腔機能再構築学系　口腔機能発育学講座 小児歯科学分野）が設立された。1967年の歯科医学教授要項の改定で小児歯科学が歯学部教育における必須の学問とされ、その後全歯学部・歯科大学に小児歯科学講座が設置されるようになった。

## 小児の発育
小児歯科治療を行なうとき、小児の身体的・精神発達的な考察は不可欠であり、骨年齢や歯齢を指標とするなど、様々な分析や評価によって発育の程度を示している。

### ヘルマンの咬合発育段階
小児の咬合発育段階について、ヘルマンはその標準的な咬合状態を大きくI～Vまでの5段階に分け、更にそれぞれをA (attained) とC (commenced) の2段階に分類し、その発育段階を示した。第III期のみB (between A and C) 段階が設定されている。
1. 乳歯萌出前期 (IA)
2. 乳歯咬合完成前期 (IC)
3. 乳歯咬合完成期 (IIA)
4. 第一大臼歯・前歯萌出期 (IIC)
5. 第一大臼歯・前歯萌出完了期 (IIIA)
6. 側方歯群交換期 (IIIB)
7. 第二大臼歯萌出期 (IIIC)
8. 第二大臼歯萌出完了期 (IVA)
9. 第三大臼歯萌出期 (IVC)
10. 第三大臼歯萌出完了期 (VA)